# 愛媛県道174号岩城環状線
愛媛県道174号岩城環状線 （えひめけんどう174ごう いわぎかんじょうせん）は、愛媛県越智郡上島町にある岩城島を一周する一般県道である。

## 概要

### 路線データ
- 陸上距離：10.8 km
- 起点：上島町岩城小漕
- 終点：上島町岩城

## 歴史
- 1958年（昭和33年）6月27日 - 愛媛県告示第566号により、本路線を整理番号53番として県道に認定される[1]。
- 1972年（昭和47年）3月16日 - 愛媛県が愛媛県道174号岩城環状線として認定。

## 地理

### 通過する自治体
- 越智郡上島町

### 交差する道路
- 愛媛県道338号岩城弓削線（ゆめしま海道）

### 沿線
- 岩城総合運動場
- 上島町役場岩城総合支所
- 岩城漁港
- 上島町立岩城中学校
- 上島町立岩城小学校
- 小漕港
- 長江港